# The Art of More
The Art of More è una serie televisiva statunitense creata da Chuck Rose nel 2015 e pubblicata sul servizio in streaming Crackle. La prima stagione è stata interamente pubblicata il 19 novembre 2015, mentre la seconda è stata distribuita il 16 novembre 2016.
In Italia, la serie è stata interamente pubblicata il 16 gennaio 2018 sul servizio on demand TIMvision.

## Trama
La serie esplora il mondo delle case d'asta di alta classe a New York. Graham Connor, un giovane operaio e collezionista d'arte, usa i vecchi contatti del suo tempo che ha incontrato quando era un soldato in Iraq per entrare in questo mondo e farsi un nome. Il suo mentore è Arthur Davenport, un collezionista intelligente ed eccentrico di arte e antichità illegali. I due affronteranno Samuel Brukner, un collezionista e agente immobiliare, spietato, astuto e corrotto quando si tratta dei suoi soldi.

## Episodi
| Stagione         | Episodi | Pubblicazione originale | Pubblicazione Italia |
| ---------------- | ------- | ----------------------- | -------------------- |
| Prima stagione   | 10      | 2015                    | 2018                 |
| Seconda stagione | 10      | 2016                    | 2018                 |

## Doppiaggio
| Personaggio          | Doppiatore originale | Doppiatore italiano       |
| -------------------- | -------------------- | ------------------------- |
| Thomas Graham Connor | Christian Cooke      | Gabriele Sabatini         |
| Roxanna Whitman      | Kate Bosworth        | Benedetta Degli Innocenti |
| Samuel Brukner       | Dennis Quaid         | Fabrizio Pucci            |
| Arthur Davenport     | Cary Elwes           | Massimo Lodolo            |
| Miles Hewitt         | Bruce Ramsay         | Alessandro Budroni        |
| Howard Brannan       | Chuck Shamata        | Michele Gammino           |